# Alegoría de la Patria Peruana

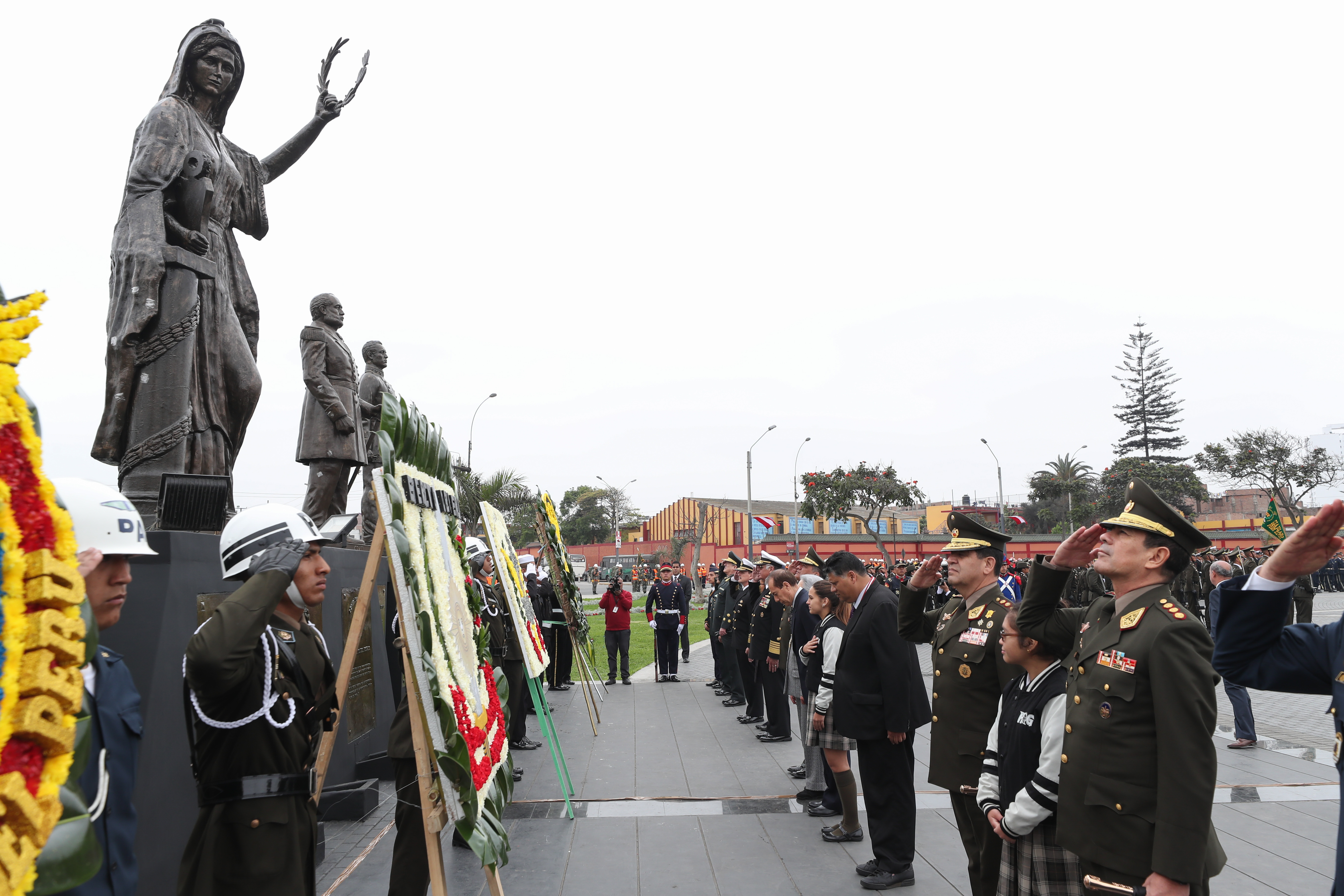
Estatua de la Madre Patria en la Plaza de la Bandera durante una ceremonia del 199.º aniversario de la creación de la bandera de Perú.

La alegoría de la Patria Peruana, o simplemente Madre Patria, es la personificación nacional de Perú. Aparece representada como una figura femenina en antiguas monedas y billetes emitidos por el gobierno peruano, y en estatuas, como la que aparece a los pies de la escultura ecuestre de José de San Martín en la plaza homónima de la capital peruana o una estatua ubicada en la Plaza de la Bandera de la misma ciudad.

## Galería

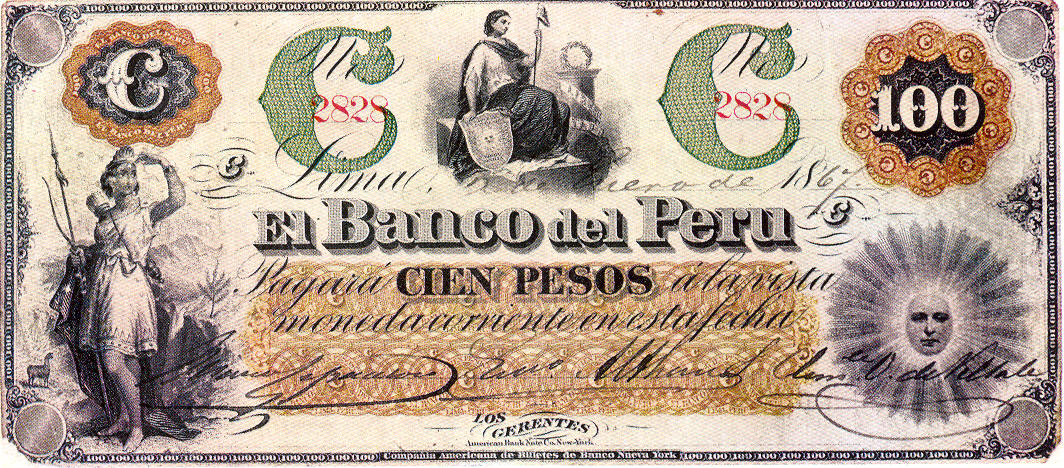
Billete de 100 pesos peruanos con la alegoría de Perú en el centro.
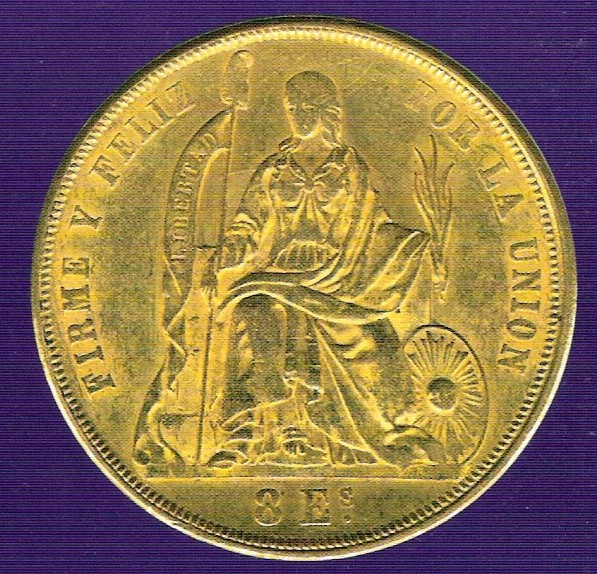
Perú representada como la libertad, con la frase «Firme y feliz por la unión».
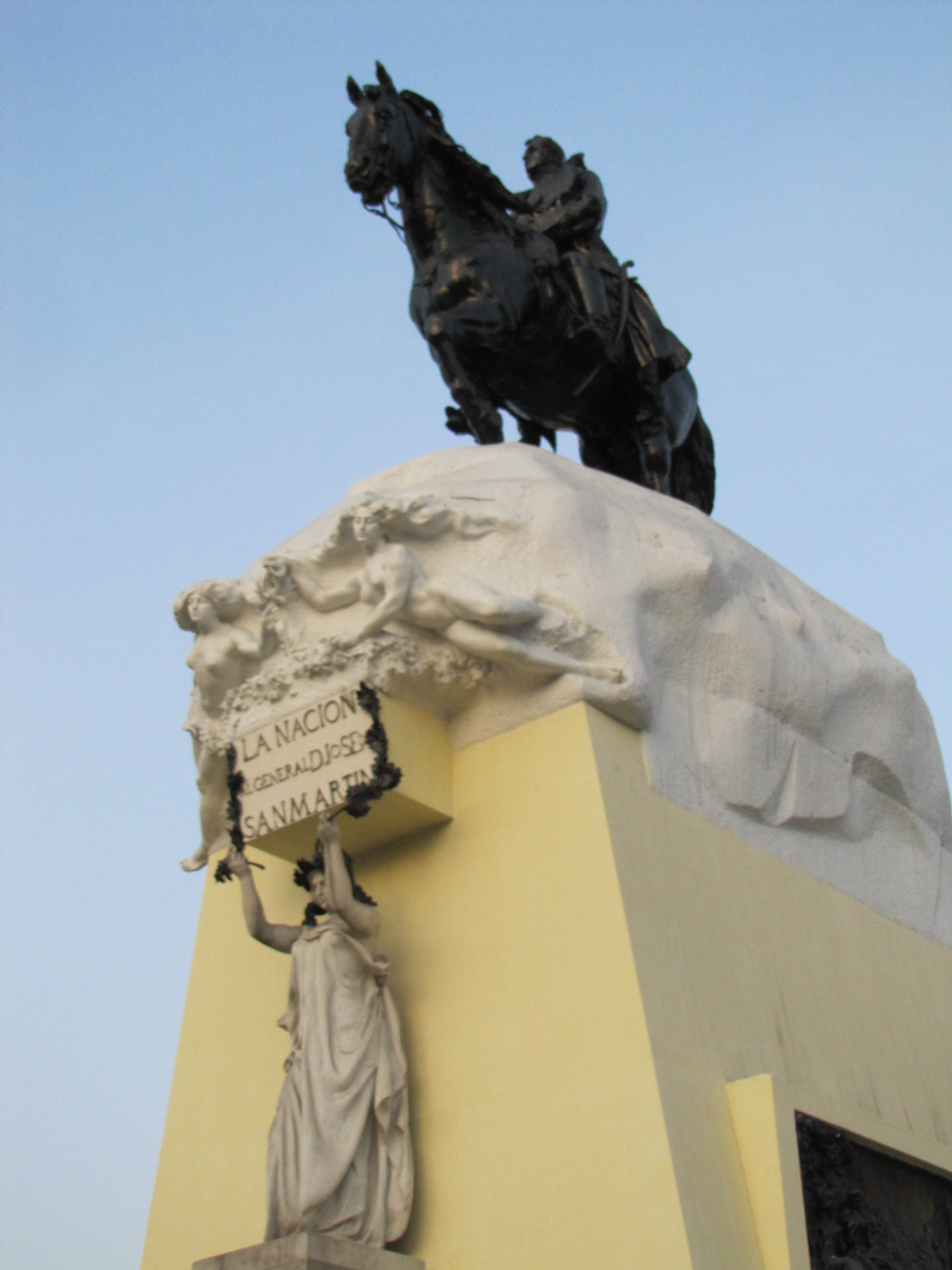
Alegoría del Perú, con los símbolos del escudo nacional, bajo la estatua de José de San Martín.
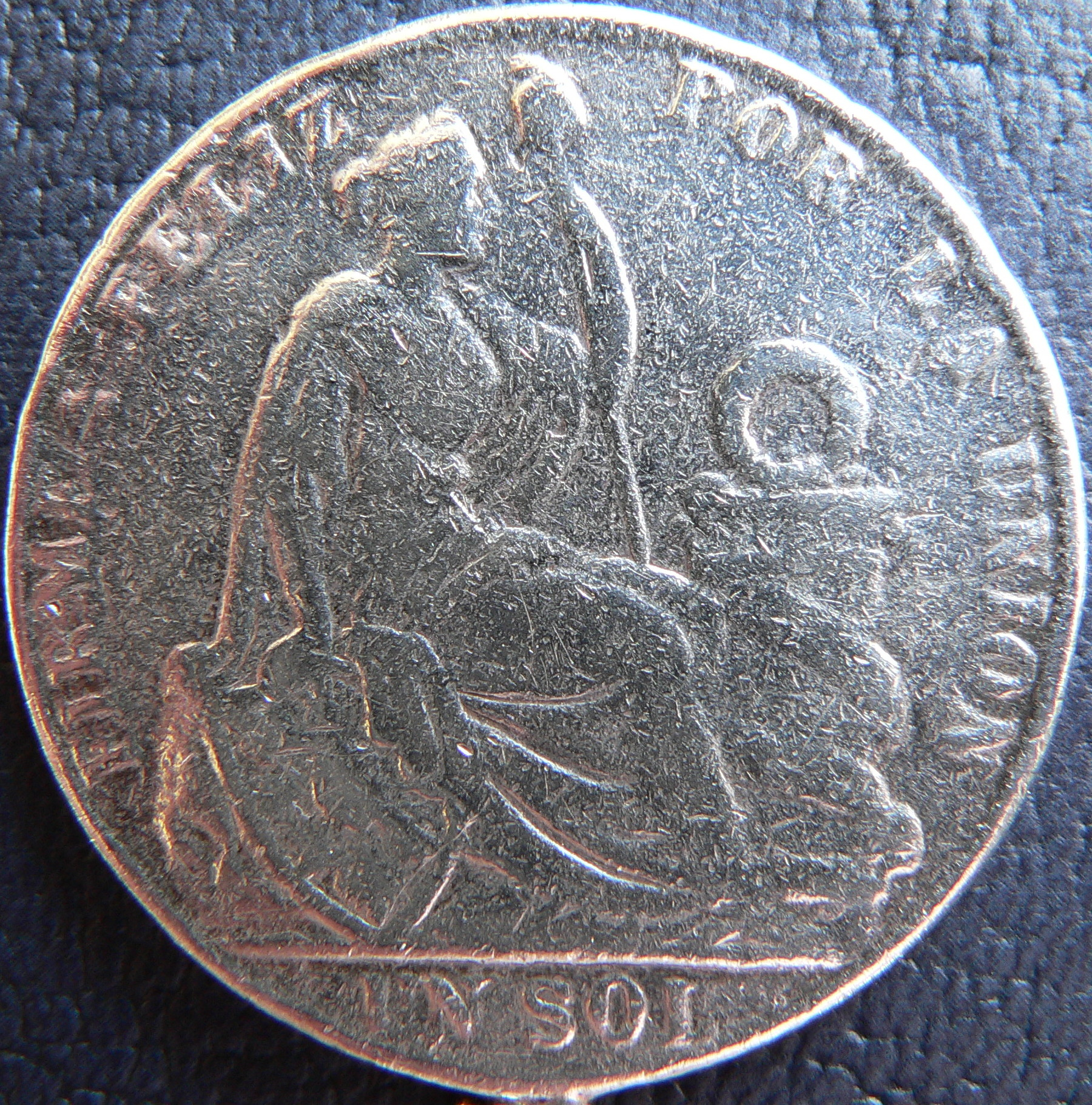
Un sol de 1889.
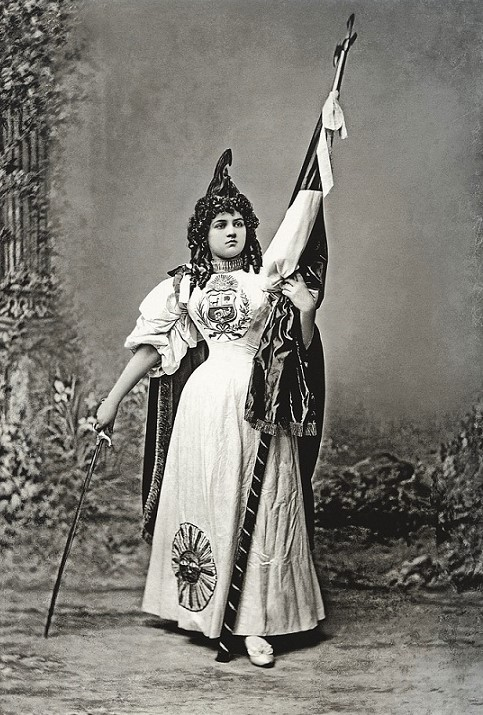
La Patria, según una fotografía de Eugenio Courret.
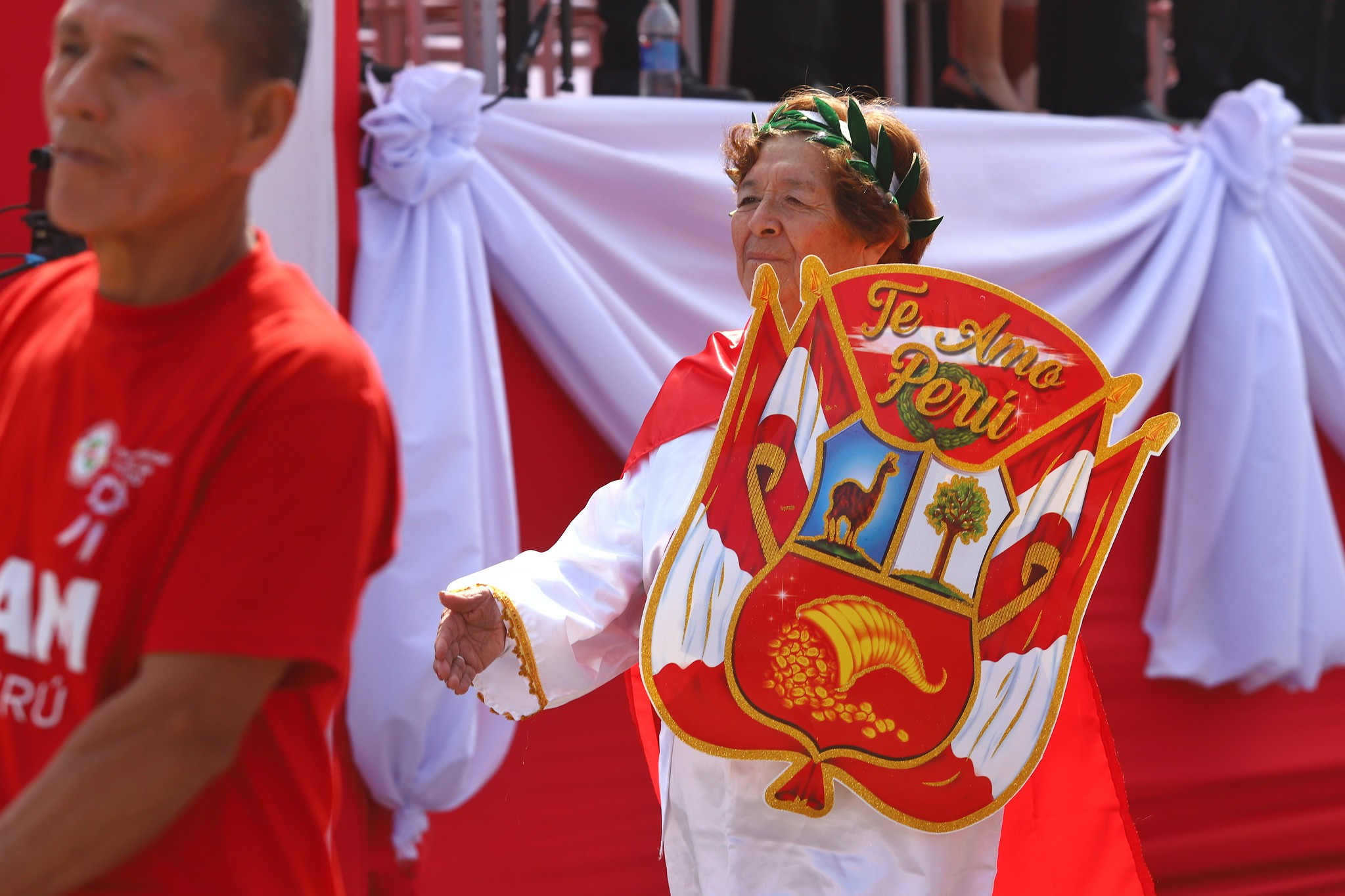
Escenificación en las fiestas patrias del Perú.